# Hanna Banaszak

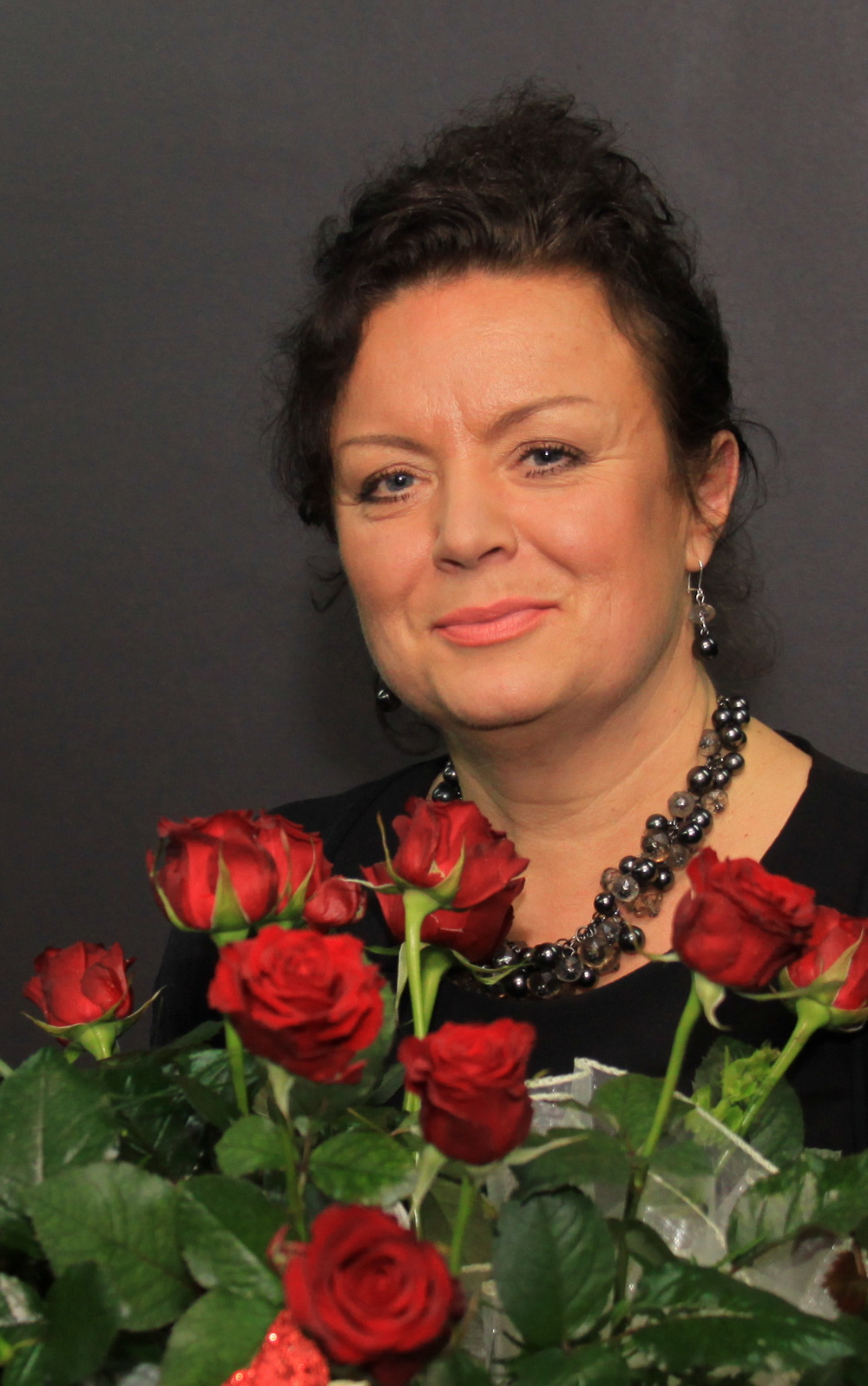
Hanna Banaszak (2012)

Hanna Banaszak (* 24. April 1957 in Poznań) ist eine polnische Jazz- und Chansonsängerin, Songwriterin und Lyrikerin.

## Leben und Wirken
Anfang der 1970er Jahre sang Banaszak in einer lokalen Amateurband sowie im Duo Hanna i Piotr mit dem Gitarristen und Sänger Piotr Żurowski. Als Solistin debütierte sie 1976 auf der nationalen Bühne beim 14. Nationalen Festival des polnischen Liedes in Opole im Wettbewerb Młode Talenty. Zwischen 1977 und 1979 arbeitete sie mit der traditionellen Jazzband Sami Swoi zusammen, mit der sie europaweit tourte: Mit der Band trat sie bei vielen nationalen und internationalen Jazzfestivals auf, darunter Jazz nad Odrą in Wrocław, sowie bei den Jazztagen in Hannover und beim Jazzfestival in Mönchengladbach.
Banaszak verfolgte dann eine Solokarriere und veröffentlichte mehr als ein Dutzend Alben. Sie ist nicht nur in Polen aufgetreten, sondern hat auch in vielen anderen Ländern Konzerte gegeben. Im Laufe der Jahre hat das polnische Fernsehen mehrere ihrer Konzerte produziert und gesendet. Schon früh interessierte sie sich für zeitgenössische Dichter und Komponisten wie Jerzy Wasowski, Andrzej Trzaskowski, Jonasz Kofta, Jeremi Przybora und Jerzy Matuszkiewicz und übernahm deren Werke in ihr Repertoire. Sie arbeitet weiterhin mit führenden polnischen Künstlern wie Jerzy Satanowski, Jan Kanty Pawluśkiewicz, Janusz Strobel, Zbigniew Preisner und anderen. Weiterhin interpretierte sie Lieder nach Texten von Jan Kochanowski, Wisława Szymborska, Stanisław Różewicz und Josif Brodski.
In dem Film Miłość ci wszystko wybaczy (1981) von Janusz Rzeszewski lieh Banaszak der Figur der Hanka Ordonówna ihre Stimme. Sie trat in dem Film Die salzige Rose (1982) von Janusz Majewski auf, wo sie ihren bekannten Hit Tak bym chciała kochać sang. In dem Film Die Ballade von der Axt (1986) von Witold Leszczyński interpretierte sie eine Arie aus Vivaldis Stabat mater. Außerdem wirkte sie in mehreren Theaterprojekten mit.
Des Weiteren ist Banaszak die Autorin eines Gedichtbandes mit dem Titel Zamienie Samolubie na Szczodruchy, der von der Oficyna Konfraterni Poetów in Krakau herausgegeben wurde, und schreibt auch eigene Lieder.

## Preise und Auszeichnungen
Banaszak erhielt unter anderem den 3. Preis beim Festival der Jazzvokalisten in Lublin 1977 und den Grand Prix beim Songfestival von Knokke 1986. Polens Minister für Kultur und Kunst verlieh ihr die Gloria-Artis-Medaille für kulturelle Verdienste. 2013 erhielt sie für ihre bisherigen Leistungen das Goldene Ehrenmikrofon als Preis des polnischen Rundfunks. 2014 wurde sie mit dem Ritterkreuz des Ordens Polonia Restituta ausgezeichnet.

## Diskographische Hinweise
- Summertime (1979)
- Hanna Banaszak (1986)
- Wigilia z Hanną Banaszak (1997)
- Złota kolekcja - W moim magicznym domu (1998)
- Jerzy Satanowski: Zanim będziesz u brzegu (2001, gemeinsam mit Mirosław Czyżykiewicz)
- Echa melodii zapomnianej (2003)
- Hanna Banaszak – Koncert (2006, Live)
- Kofta (2008)
- W Studiu Koncertowym Im. W. Lutosławskiego – 5.12.2010 (2011)
- Śpiewa Piosenki Jerzego Dudusia Matuszkiewicza (2013)
- Stoje na tobie ziemio (2020)

Kompilationen
- Truskawki w Milanówku
- Wołanie Eurydyki